# Salix tetrasperma
Salix tetrasperma är en videväxtart som beskrevs av William Roxburgh. Salix tetrasperma ingår i släktet viden, och familjen videväxter. Inga underarter finns listade i Catalogue of Life.

## Bildgalleri

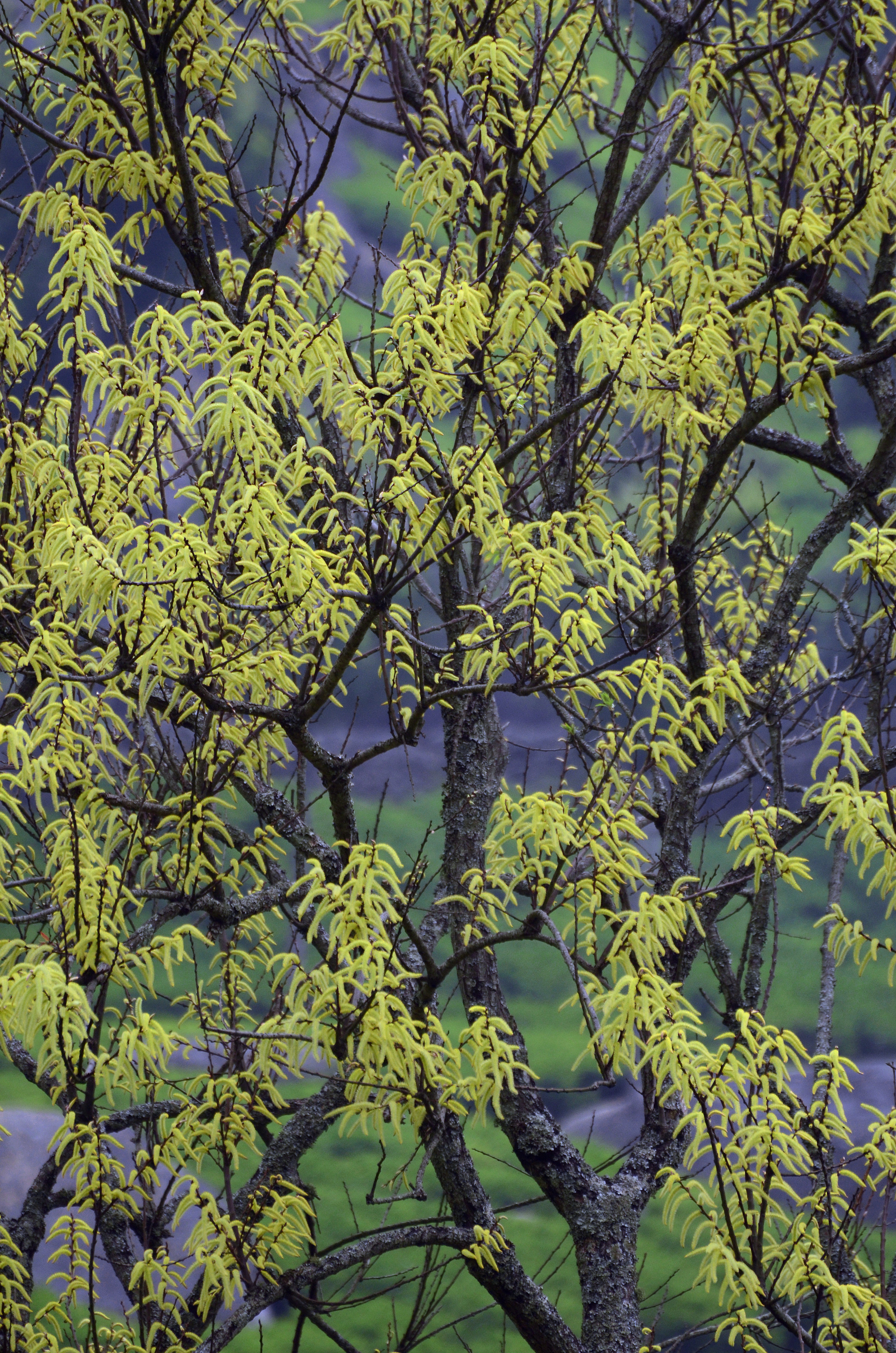
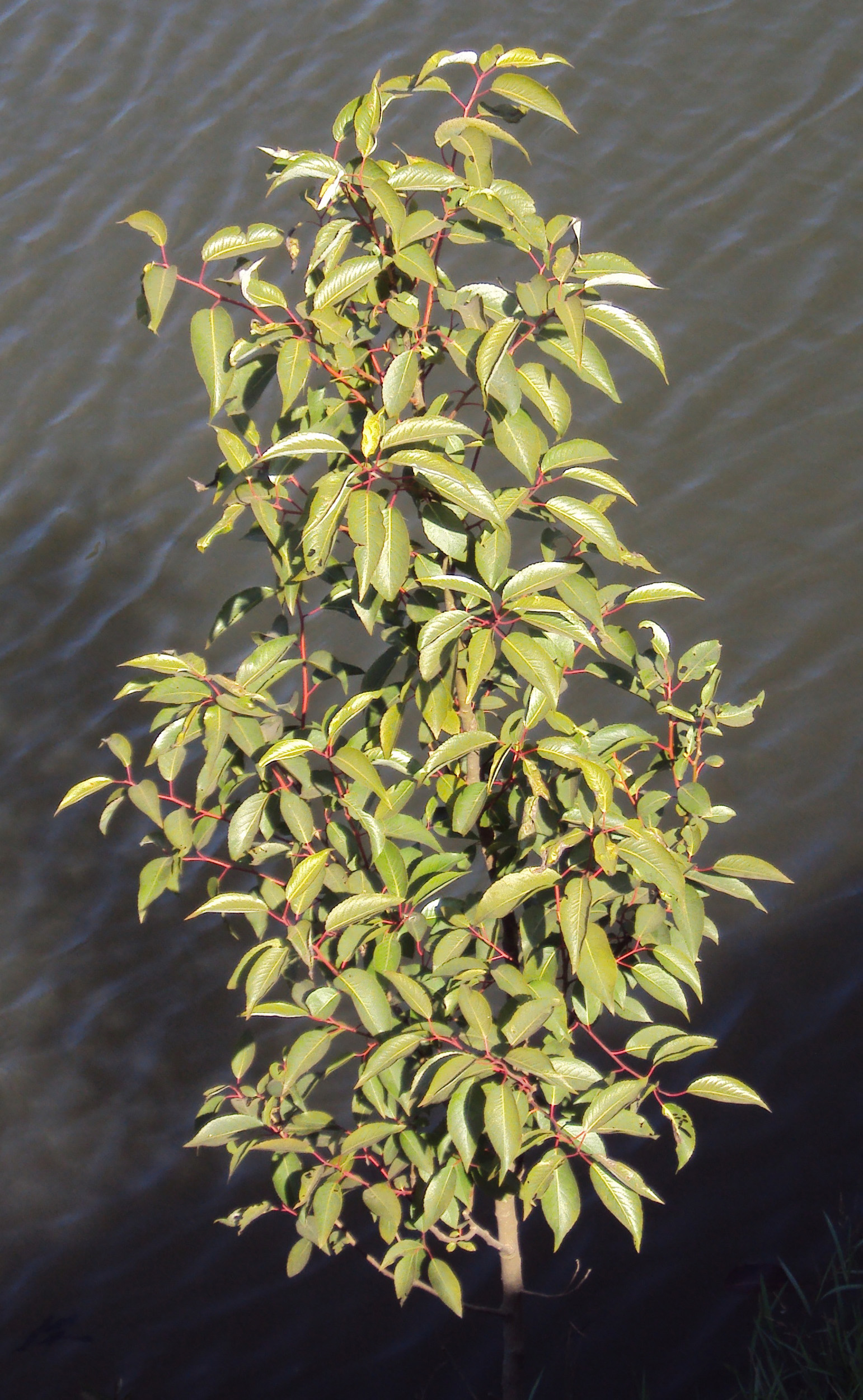
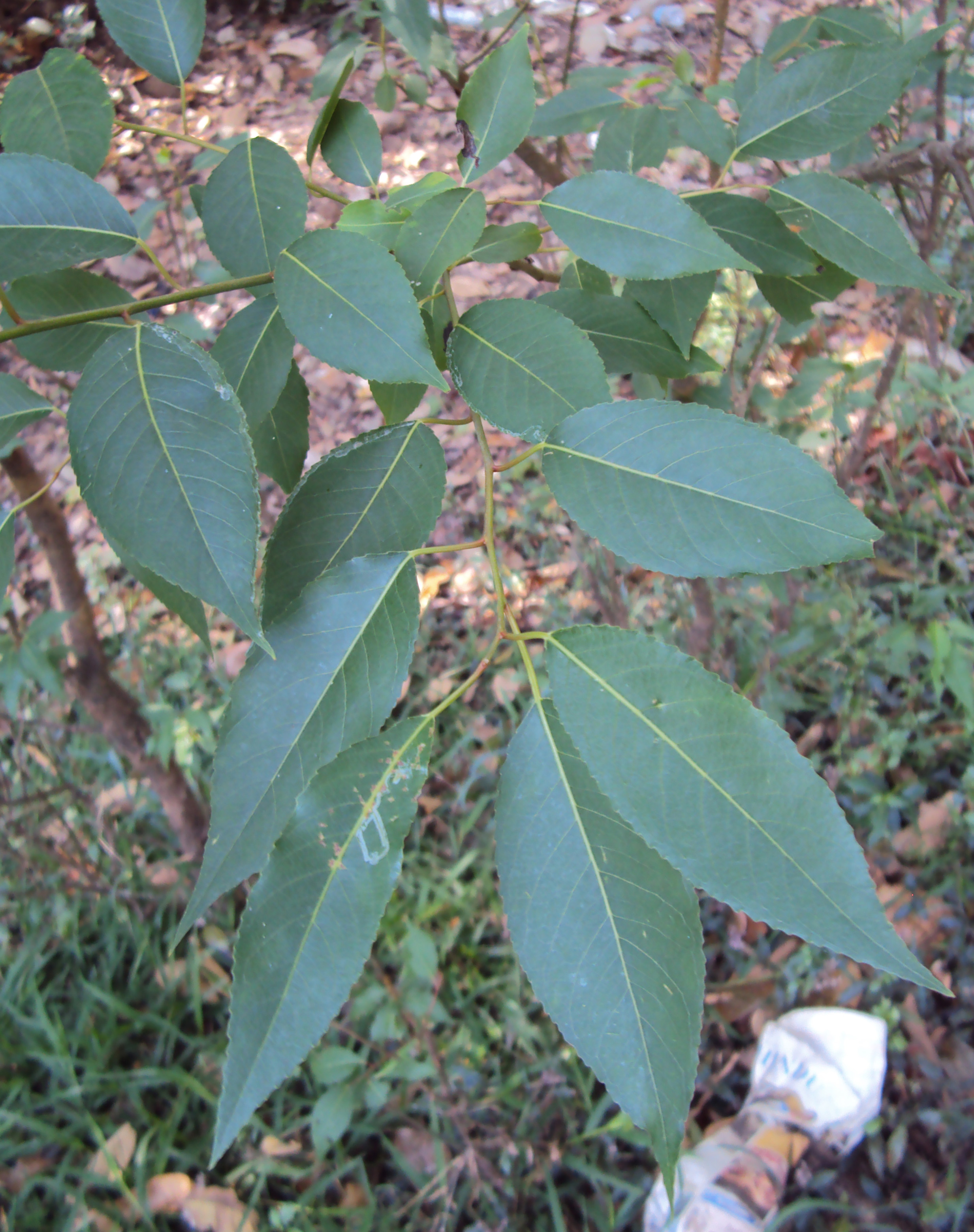
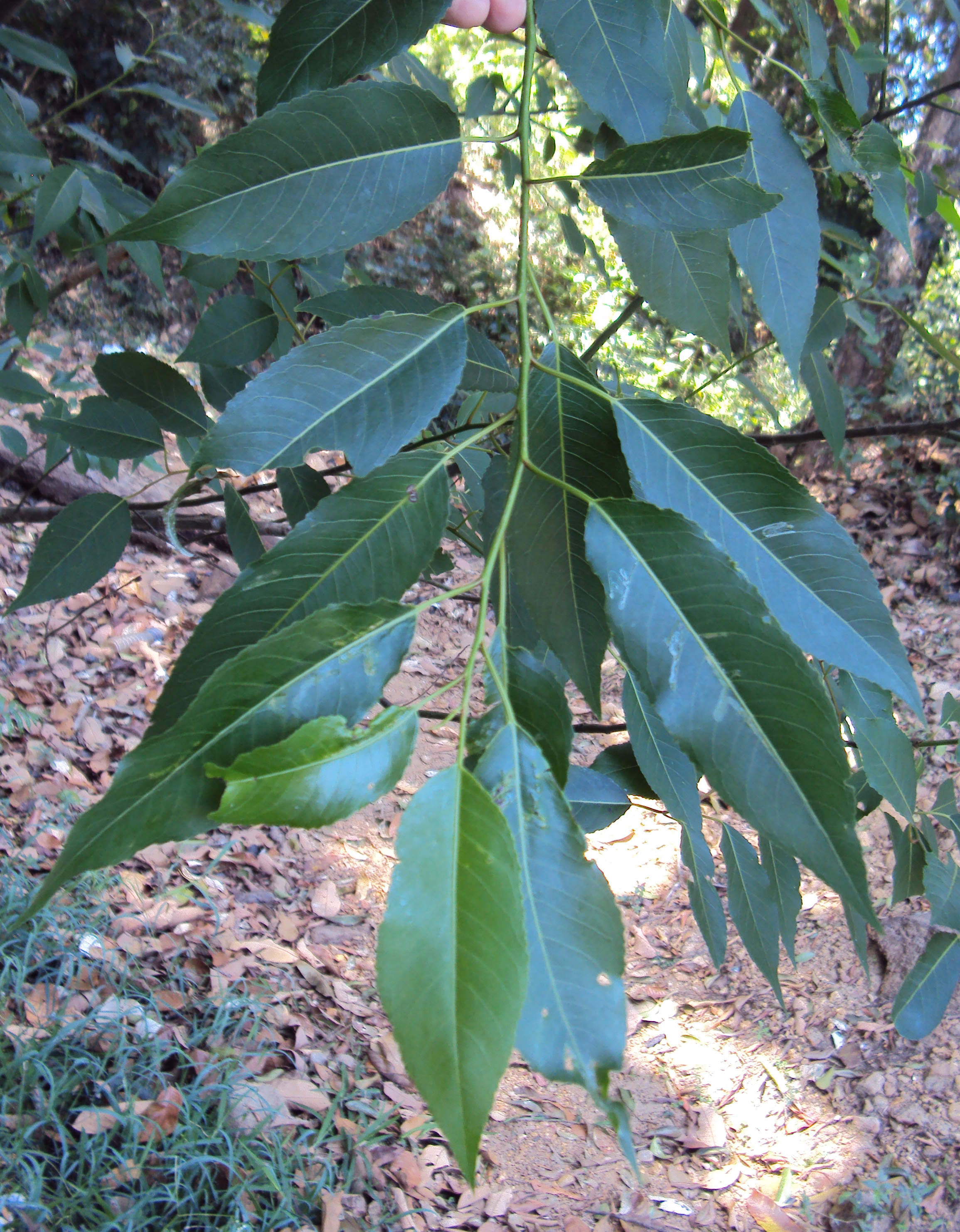
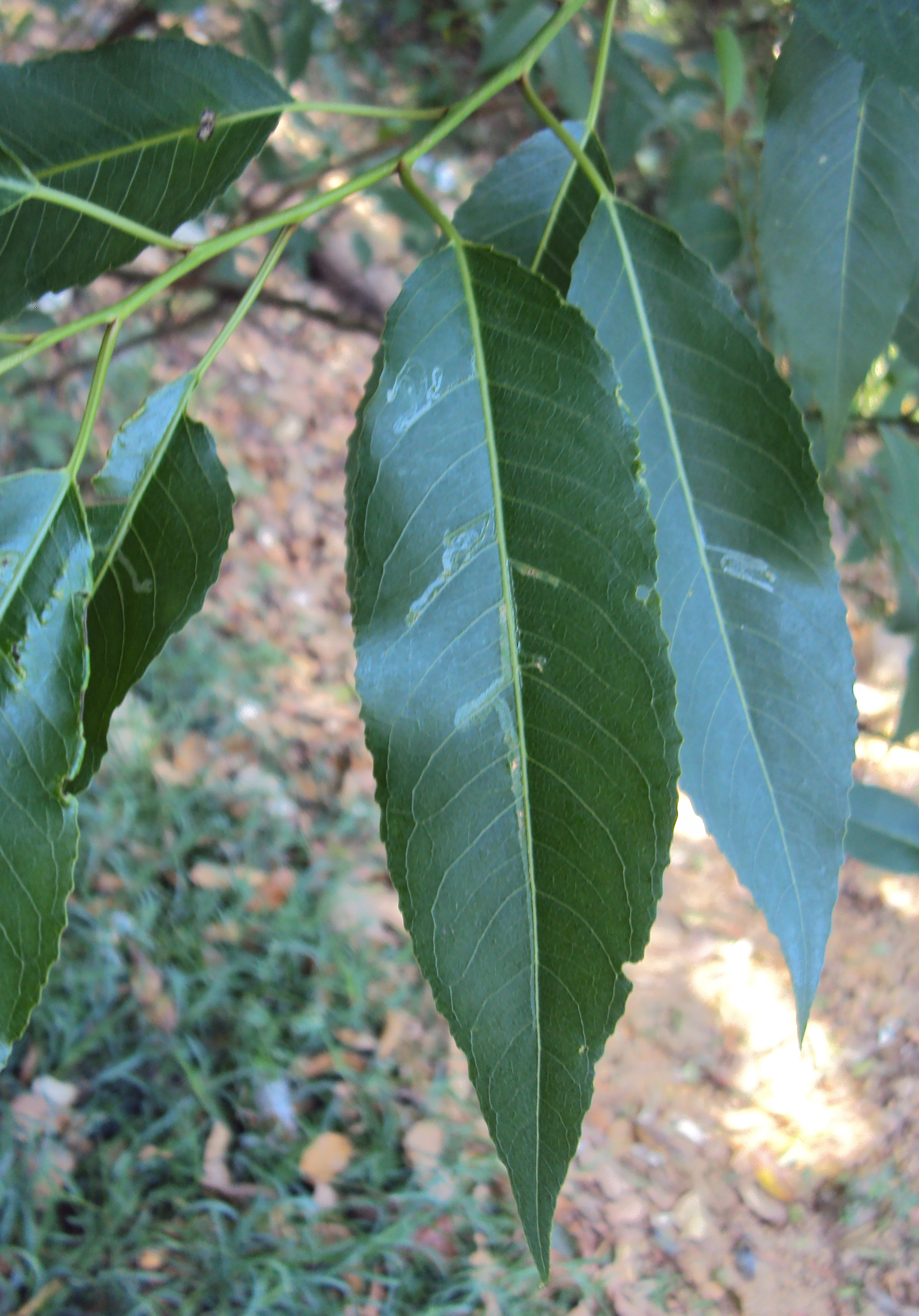